# Arcangelo Corelli
Arcangelo Corelli (Fusignano (Imola),17 februari 1653 - Rome, 8 januari 1713) was een Italiaans violist, componist en muziekleraar.
Hij studeerde in Bologna en omstreeks 1685 verhuisde hij naar Rome, waar hij zijn eerste sonates voor de viool publiceerde. Hij woonde in het paleis van zijn beschermheer kardinaal Pietro Ottoboni. Corelli bezocht ook Modena en Napels. Hij dirigeerde in het Romeinse verblijf van Christina van Zweden en onderwees vele vioolstudenten, waaronder Francesco Geminiani en Pietro Locatelli. Zijn werken waren in heel Europa bijzonder populair.
Zijn oeuvre omvat een serie van twaalf concerti grossi, twee series van twaalf sonate da camera (zgn. kamersonates, voor twee violen, violone en klavecimbel; enkelvoud sonata d.c.), tweemaal twaalf sonate da chiesa (kerksonates, eveneens als triosonates bezet, met basso per l’organo), twaalf sonates voor één viool en basso continuo, etc.
De 12 concerti grossi zijn in 1714, het jaar na Corelli’s overlijden, als zijn opus 6 in druk verschenen in Amsterdam, bij uitgeverij Estienne Roger. Ze zijn te onderscheiden in 8 concerti da chiesa en 4 concerti da camera. 
De Russische componist en pianist S. Rachmaninov (1873-1943) componeerde het werk Variaties op een thema van Corelli, dat een aantal variaties voor piano op het beroemde La Folia thema uit Corelli's vioolsonate op. 5 no. 12 omvat.

## Audio
- Triosonate 11, deel 1
- Triosonate 11, deel 2
- Triosonate 11, deel 3